# 第一媒體
第一媒體國際有限公司（英語：First Media Corporation），中文簡稱第一媒體（原名：第一媒體控股有限公司），是八大電視投資的負責海外戲劇投資、拍攝與發行之子公司，2002年9月1日由八大電視創辦人楊登魁在香港創立，擁有多部大製作之優質電視劇以及藝人。
2005年3月22日，楊登魁說，他之所以會成立第一媒體，主要是為了「找人方便」：他曾經找周渝民擔任男主角，但經紀人拖延搞得他很被動，「人要同等對待嘛。我以前對他們（經紀人）都很好，但現在他們都不回報我。為免以後發生類似的事，我只能自己來培養新人。」

## 簽約藝人
| - 胡宇崴（美國） - 張翊生（台灣） - 賈乃亮（中國） | - 白冰冰（台灣） - 許頌（中國） - 鬼鬼（台灣） |

## 拍攝戲劇
- 《武十郎》：楊千嬅、霍建華、胡宇崴、白冰冰、張國立、賈乃亮、張翊生主演。
- 《風塵三俠之紅拂女》：霍建華、舒琪、鄭則士、賈乃亮、姚采穎主演。
- 《屋頂上的綠寶石》：霍建華、胡宇崴、白冰冰、孫儷、張國立、張鐵林、劉雪華、姚采穎、張翊生主演。
- 《小魚兒與花無缺》：張衛健、謝霆鋒、范冰冰、袁泉主演。
- 《倩女幽魂》：徐熙媛、宣萱、陳曉東、吳京、元華、恬妞主演。
- 《齊天大聖孫悟空》：張衛健、蔡卓妍、鍾欣桐、葛民輝、謝霆鋒、蘇永康、李燦森、鄭秀文、
　許志安、蕭薔、呂頌賢、楊恭如、徐懷鈺、林志穎、曾志偉、袁詠儀、徐熙媛、袁潔瑩、飯島愛主演。
- 《天下第一》：霍建華、郭晉安、李亞鵬、葉璇、張衛健、劉松仁、陳怡蓉主演。
- 《新楚留香》：任賢齊、袁詠儀、孫耀威、張衛健主演。

## 待拍戲劇
- 《阿鼻劍》：吳尊、胡宇崴主演。

## 合作媒體
- 北京東王文化發展有限公司